# Fußball-Weltmeisterschaft 1998/Südkorea
Dieser Artikel behandelt die südkoreanische Fußballnationalmannschaft bei der Fußball-Weltmeisterschaft 1998.

## Qualifikation

### Runde 1
| Hongkong | - | Südkorea | 0:2 |
| Thailand | - | Südkorea | 1:3 |
| Südkorea | - | Hongkong | 4:0 |
| Südkorea | - | Thailand | 0:0 |

### Finalrunde
| Südkorea   | - | Kasachstan | 3:0 |
| Südkorea   | - | Usbekistan | 2:1 |
| Japan      | - | Südkorea   | 1:2 |
| Südkorea   | - | VAE        | 3:0 |
| Kasachstan | - | Südkorea   | 1:1 |
| Usbekistan | - | Südkorea   | 1:5 |
| Südkorea   | - | Japan      | 0:2 |
| VAE        | - | Südkorea   | 1:3 |

## Südkoreanisches Aufgebot
| Nummer / Name | Nummer / Name   | Damaliger Verein        | Geburtstag | Länderspiele |
| Torhüter      | Torhüter        | Torhüter                | Torhüter   | Torhüter     |
| ------------- | --------------- | ----------------------- | ---------- | ------------ |
| 1             | Kim Byung-ji    | Ulsan Hyundai           | 08.04.1970 | 34           |
| 22            | Seo Dong-myung  | Gwangju Sangmu Phoenix  | 04.05.1974 | 21           |
| Abwehr        |                 |                         |            |              |
| 3             | Lee Lim-saeng   | Bucheon SK              | 18.11.1971 | 17           |
| 4             | Choi Yong-il    | Ulsan Hyundai           | 25.04.1966 | 54           |
| 5             | Lee Min-seong   | Busan Daewoo            | 23.06.1973 | 29           |
| 6             | Yoo Sang-chul   | Ulsan Hyundai           | 18.10.1971 | 57           |
| 12            | Lee Sang-hun    | Anyang Cheetahs         | 11.10.1975 | 13           |
| 13            | Kim Tae-young   | Chunnam Dragons         | 08.11.1970 | 35           |
| 16            | Jang Hyung-seok | Ulsan Hyundai           | 07.07.1972 | 7            |
| 19            | Jang Dae-il     | Ilhwa Chunma            | 09.03.1975 | 14           |
| 20            | Hong Myung-bo   | Bellmare Hiratsuka      | 12.02.1969 | 94           |
| Mittelfeld    |                 |                         |            |              |
| 2             | Choi Sung-yong  | Gwangju Sangmu Phoenix  | 15.12.1975 | 27           |
| 7             | Kim Do-keun     | Chunnam Dragons         | 02.03.1972 | 13           |
| 8             | Noh Jung-yoon   | NAC Breda               | 28.03.1971 | 36           |
| 14            | Ko Jong-soo     | Suwon Samsung Bluewings | 30.10.1978 | 22           |
| 15            | Lee Sang-yoon   | Ilhwa Chunma            | 10.04.1969 | 28           |
| 17            | Ha Seok-ju      | Cerezo Osaka            | 20.02.1968 | 80           |
| Angriff       |                 |                         |            |              |
| 9             | Kim Do-hoon     | Vissel Kōbe             | 21.07.1970 | 37           |
| 10            | Choi Yong-soo   | Gwangju Sangmu Phoenix  | 10.09.1973 | 33           |
| 11            | Seo Jung-won    | Racing Straßburg        | 17.12.1970 | 73           |
| 18            | Hwang Sun-hong  | Pohang Steelers         | 14.07.1968 | 80           |
| 21            | Lee Dong-gook   | Pohang Steelers         | 29.04.1979 | 0            |
| Trainer       |                 |                         |            |              |
|               | Cha Bum-kun     |                         | 22.05.1953 |              |

## Spiele der südkoreanischen Mannschaft

### Vorrunde
- Südkorea -  Mexiko 1:3 (1:0)

Stadion: Stade Gerland (Lyon)
Zuschauer: 39.133
Schiedsrichter: Günter Benkö (Österreich)
Tore: 1:0 Ha (28.), 1:1 Peláez (51.), 1:2 Hernández (74.), 1:3 Hernández (84.)
- Niederlande -  Südkorea 5:0 (2:0)

Stadion: Stade Vélodrome (Marseille)
Zuschauer: 55.000
Schiedsrichter: Ryszard Wójcik (Polen)
Tore: 1:0 Cocu (38.), 2:0 Overmars (42.), 3:0 Bergkamp (71.), 4:0 van Hooijdonk (80.), 5:0 R. de Boer (83.)
- Belgien -  Südkorea 1:1 (1:0)

Stadion: Parc des Princes (Paris)
Zuschauer: 45.500
Schiedsrichter: Márcio Rezende de Freitas (Brasilien)
Tore: 1:0 Nilis (7.), 1:1 Yoo (71.)
In Gruppe E lieferten sich Mexiko und die Niederlande ein Kopf-an-Kopf-Rennen um den Gruppensieg. Nachdem Oranje im ersten Spiel gegen Nachbar Belgien enttäuscht hatte, drehte das Team um Dennis Bergkamp gegen Südkorea auf und gewann überlegen mit 5:0. Im letzten Gruppenspiel trennten sich die Niederlande und Mexiko schließlich 2:2, während die Belgier auch ihr letztes Spiel mit einem Unentschieden beendeten und damit den Einzug ins Achtelfinale verpassten.